# バナーズ
株式会社バナーズ（英: BANNERS CO.,LTD.）は、不動産事業を行う会社。子会社を通じて自動車販売事業も行っている。

## 概要
かつては埼玉県北部の地場産業である生糸製造を営む会社であり、生糸輸出の低迷に対応してアパレル製品や柔道着などの輸入販売、電気部品加工、不動産事業、ゴルフ練習場運営、子会社で自動車販売を行うなど事業の多角化を図っていた。
1988年頃には生糸の価格上昇で経営状況が回復したこともあったが。しかし1990年代に入り再び生糸価格が下落し経営不振に陥った。1991年にはゴルフ練習場事業から撤退し土地を売却。累損解消を図るなどしたが1993年8月には生糸が20年ぶりの安値を記録。ついに1994年2月には生糸事業から撤退。埼玉県本庄市の工場を閉鎖した。
その後も、アパレル製品の販売、不動産事業、自動車販売事業などを継続したが、2002年3月期で6期連続で連結最終赤字となり、創業家は経営から退き2002年6月からアパレル大手のワールド創業者である畑崎広敏とその関連会社からの出資を受け、ワールド出身者を社長に迎え入れた。
この2002年6月の定時株主総会を境に事業内容を大幅に変革し、従来の事業は集中整理のうえ、M&Aによる投資事業に進出した。畑崎広敏を含む投資家グループと共に2002年6月頃から宮入バルブ製作所の株式を購入し始め、2003年10月に投資家グループの合算で宮入バルブ製作所の筆頭株主グループとなり注目された。
この宮入バルブ製作所に対する投資は宮入バルブ製作所側が松佳（当時の社名）側の経営参画を歓迎しなかったために、敵対的状況となり、2004年4月に松佳側から5人の取締役選任を求める株主提案を提出。同年6月の株主総会で可決。その直後の取締役会で当時の社長の解任動議が出されるが否決。同年5月に宮入バルブ製作所側の発表した770万株の第三者割当増資を松佳側が「発行価額が商法上の特に有利な価額にあたる」としてこれを差し止める仮処分を東京地方裁判所に申し立て、認められた。
2004年6月には宮入バルブ製作所が松佳に対して短期売買益の返還を求める訴えを提起。これに対して、松佳が名誉毀損として損害賠償を請求するなど混迷を深めた。
2004年11月26日の臨時株主総会で宮入バルブ製作所の大山沢啓社長（当時）ら取締役3人の解任動議が可決され、バナーズ側が経営権を掌握していた。
その後も、2004年11月には中国工業の発行済株式の6.59%を取得していたことが明らかになり、2006年3月末時点には11.88%と買い増し、傘下においた宮入バルブ製作所を介した保有分を加えると15.75%を取得していた。
その他、2006年5月12日には、春日電機の株式を投資グループ全体で20.52%を保有していると発表し、春日電機に役員を派遣するなど、中堅・下位の製造業を中心に活発なM&A事業を展開していた。
2007年、株価急落により経営が悪化した。そのため、所有していた上場各社の株式の多くを手放すこととなった。
2010年3月期の連結売上構成は自動車販売事業が中心であるが、利益は不動産利用事業が中心となっている。

### バナーズが主要株主であった主な上場企業
- 宮入バルブ製作所 33.08%（2006年12月7日現在）
- 中国工業 21.61%（2006年9月25日現在）
- 春日電機 17.06%（2006年9月21日現在）
- ボーソー油脂 13.69%（2006年11月2日現在）
- リード 13.38%（2006年11月24日現在）
- 片倉チッカリン 8.51%（2006年9月25日現在）
- 森尾電機 7.63%（2006年11月21日現在）
- 赤阪鐵工所 6.42%（2006年9月25日現在）
- 理経 6.20%（2006年12月12日現在）

## 沿革
- 1950年（昭和25年）8月 - 埼玉製糸株式会社として設立。
- 1954年（昭和29年）9月 - 埼玉県内の製糸会社（川越製糸株式会社、三光蚕糸株式会社、松崎製糸株式会社、埼玉共栄製糸株式会社）を吸収・合併。
- 1957年（昭和32年）5月 - 富士メリヤス株式会社、高崎撚糸工業株式会社を吸収・合併。埼玉繊維工業株式会社に改称。
- 1963年（昭和38年）5月 - 東京証券取引所第2部に上場。
- 1978年（昭和53年）12月 - 株式会社ホンダニュー埼玉を設立。
- 1982年（昭和57年）4月 - 電気部品加工を休業（平成14年2月に撤退）
- 1994年（平成6年）3月 - 製糸事業から撤退。
- 1996年（平成8年）4月 - 株式会社松佳に改称。
- 2004年（平成16年）10月 - 株式会社バナーズに改称。
- 2005年（平成17年）3月 - 株式会社宮入バルブ製作所を連結子会社化。
- 2007年（平成19年）3月 - 宮入バルブ製作所が連結対象からはずれる。アパレル関連製品の仕入販売撤退。
- 2012年（平成24年）3月 - 関連会社 感性デバイシーズ（有機EL及び感性工学に基づく新素材の研究開発）が会社清算。

## 事業内容
- 不動産活用事業

熊谷市や本庄市での商業施設を賃貸
- 自動車販売事業 (株式会社 ホンダニュー埼玉)

熊谷市、本庄市、寄居町で営業するカーディーラー 
- 楽器販売事業 (日本ダブルリード株式会社、東京都新宿区)

楽器の輸入販売、メンテナンス、アフターサービス